# Lista de episódios de Fanboy and Chum Chum
Essa é a lista de episódios da série Nicktoons, Fanboy and Chum Chum. Os episódios estão listados por ordem de produção. A partir de 13 de março de 2010, 13 episódios originais haviam sido exibidos. Em 29 de março de 2010, Nickelodeon vai por ao ar os cinco primeiros episódios da série, durante 5 dias. Alguns episódios exibidos separadamente por data de exibição.

## Resumo da série
| Temporada | Temporada | Episódios | Exibição              | Exibição               |
| Temporada | Temporada | Episódios | Exibição original     | Exibição final         |
| --------- | --------- | --------- | --------------------- | ---------------------- |
|           | Piloto    | 1         | 14 de agosto de 2009  | 14 de agosto de 2009   |
|           | 1         | 26        | 6 de novembro de 2009 | 14 de novembro de 2010 |
|           | 2         | 26        | 25 de abril de 2011   | 12 de julho de 2014    |

## Episódios

### Piloto: 2009
- FC significa Fanboy and Chum Chum
- RC significa Random! Cartoons

| Série # | Título do Episódio | Data de exibição original | Código de Produção |
| --- | ------------------ | ------------------------- | ------------------ |
| FC–13 | "Fanboy"           | 8 de abril de 2010        | FC-100 / RC-113B   |
| "Fanboy": Fanboy e seu fiel amigo Chum Chum são estabelecidos para uma missão para testar o gosto do Frosty Freeze Freeze com o seu herói Fan Man. Nota: Este é o final da série de Nicktoons começando com a Random! Cartoons. |                    |                           |                    |

### Temporada 1: 2009-2010
| Série # | Título do Episódio                                  | Data de exibição original                                              | Código de Produção |
| --- | --------------------------------------------------- | ---------------------------------------------------------------------- | ------------------ |
| 1 | "Feiticeiros / Escolhe o Nariz"                     | 6 de novembro de 2009 e 1 de abril de 2010 10 de abril de 2010         | 101                |
| "Wizboy": Fanboy e Chum Chum estão em sua classe regular até que um novo garoto na escola aparece. Seu nome é Kyle, mas ninguém chama a sua atenção ainda. Rapidamente, Fanboy e Chum Chum encontram Kyle para perguntar como agir como um assistente, o que faz com que ele se machuque por Lupe, uma das estudantes. Kyle finalmente desafia Fanboy a ser um "assistente-chefe", e Kyle está pronto para vencer, mas antes terá que destruir Fanboy. Kyle consegue largar muito rápido. "Pick a Nose": Fanboy e Chum Chum decidem mudar o nariz para o dia da imagem da escola. Mas quando Chum Chum se divertiu e gostou do nariz de Fanboy, o dono do nariz: Fanboy, o pediu de volta, mas Chum Chum não queria devolvê-lo. Nota: O episódio Pick a Nose foi originalmente produzido e exibido como o primeiro episódio, mas foi ao ar como o episódio 18 da série. Além disso, este episódio é o piloto da série, em geral. |                                                     |                                                                        |                    |
| 2 | "A Volta do Zelador / Dia da Grana"                 | 7 de novembro e 12 de outubro de 2009 8 de abril e 17 de abril de 2010 | 102                |
| "The Janitor Strikes Back": Fanboy e Chum Chum tem um novo amigo feito de goma de chiclete, mas não é permitido levá-lo à escola, o Zelador Poopatine está indo mal na caça, mas, fará de tudo para destruir o amigo dos garotos. "Dollar Day": Fanboy e Chum Chum não podem esperar para gastar os seus dólares em dois deliciosos congelados Frosty Freeze. Mas o desastre acontece quando Chum Chum perde o dólar depois de derrubar a bebida quando jogava "Chimp Chomp" - agora eles não tem como pagar. Nota: O episódio "Dollar Day" foi ao ar em 12 de outubro de 2009 na Nickelodeon, junto com a exibição no canal Nicktoons em 22 de outubro de 2009. O Dollarnator é uma paródia de Exterminador do Futuro e é o bônus extra de um dos DVDs de Bob Esponja Calça Quadrada. Paródias: Em "The Janitor Strikes Back", o zelador é semelhante ao Imperador Poopatine e Brenda é semelhante ao R2-D2. |                                                     |                                                                        |                    |
| 3 | "Dia da Troca / Venda Difícil"                      | 6 de novembro de 2009 e 16 de janeiro de 2010 24 de abril de 2010      | 103                |
| "Trading Day": Fanboy e Chum Chum estão na loja dos gibis de Oz e Yo está com eles, querendo brincar com Chum Chum, mas depois eles relaxam para assistir um comercial. Ele mostra um brinquedo maravilhoso intitulado "Mechatech" (que tem um design semelhante ao Mazinger Z), que faz tudo o que "você quer que ele faça". Todos na escola estavam brincando com o Mechatech, exceto Yo. Ela tentou trocar seu Mechatech por Chum Chum, que o deu à favor do brinquedo. Fanboy diz para Chum Chum que precisa "trocar a fralda de um macaco". Ele passa o dia inteiro com o brinquedo, enquanto isso, Yo e Chum Chum jogam "Pônei Voador" e "Pônei de Demolição", e logo ela perde para Chum Chum. Frustrada, força Chum Chum à virar um animal digital. Fanboy arranca o braço do Mechatech por acidente, o que provoca o alarme para todos os Mechatechs ao ataque, mas envolve o Fanboy no combate, batendo neles com o braço do Menchatech quebrado. Yo confronta Fanboy, mas os combatentes Mechatechs ajudam Yo e ela consegue um ponto, e diz que Fanboy não pode ter Chum Chum como amigo. No fim, os dois fazem um acordo que os benefícia. "The Hard Shell": Fanboy e Chum Chum estavam jogando com Oz em livro baseado em quadrinhos de luta, até que a mãe de Oz aparece. Ela diz que ele não ganhou nenhum dinheiro na loja, e fica furiosa com isso. Ela o chama a atenção, para fazer pelo menos uma quantidade razoável de dinheiro, ou transformaria o local em uma loja de iogurtes. Fanboy e Chum Chum estão mortificados e colocam um item para vender. Michael Johnson começa a ir para a loja comprar o item. Michael tem o dinheiro, mas Oz pede desculpa. A mesma coisa acontece quando Cheech e Chris Chuggy, vem por eles o que Oz não consegue fazer: pegar numa embalagem de brinquedo. Eles se preparam para vender o brinquedo para Lenny, mas Oz interfere. Eventualmente, eles desistem de arrecadar o dinheiro, e a mãe do Oz concorda em não vender a loja. |                                                     |                                                                        |                    |
| 4 | "Cemitério de Animais Digitais/ Fanboy Cheira Mal"  | 7 de novembro de 2009 e 16 de janeiro de 2010 30 de outubro de 2010    | 104                |
| "Digital Pet Cemetery": Fanboy e Chum Chum acidentalmente "Desligar" gato digital Yo's pet. Para reviver o animal de estimação electrónicos, que enterrá-lo em o Digital Pet Cemetery - mas isso só faz retornar como aterrorizando digital. "Fanboy Stinks": Fanboy se recusa a tomar banho e seu terno vem à vida, à escola do seu terno, fede, usa a sua vantagem. Eles são, então, começar tudo eles querem, mas o fedor tudo subjuga e é até Fanboy parar Feder. Notes: Em "Digital Pet Cemetery", quando Yo, Fanboy e Chum Chum bloqueio se no armário para escapar foge, foge quebra um buraco no porta de madeira do armário e coloca a cabeça dentro As legendas, em fonte digital, traduzir sua growling digital como, "Here's foge!", parodiando "Aqui está Johnny!" em O Iluminado. Esta é uma paródia de CatDog aventuras episódio em greaser sessão. |                                                     |                                                                        |                    |
| 5 | "Eu, Fanbô / Berry o Monstro de Gelo"               | 14 de novembro de 2009 1 de maio de 2010                               | 105                |
| "I, Fanbot": Um dia, o Sr. Mufflin anuncia a sua classe que eles têm que passar um exame para ganhar um pula-pula, a classe está animado. Fanboy e Chum Chum e começar a estudar, mas Fanboy não é o tipo de estudo, e tendas. Ele cabeças sobre a loja de Oz e encontra um robô único, e isso lhe dá uma ideia. Ele pode ser um robô para passar no exame. Então Oz switches cérebro fanboys e os robôs. Fanboy (Agora Fanbô) diz aos seus amigos, eles não precisam de livros, porque ele vai fazer o teste de forma que eles podem passar, mas Kyle interfere. Ele dá um explicação, e ainda salienta que Fanbot não pode mesmo terminar 2 +2, mas um maioria dos colegas não ouvem. Ela acaba com toda a gente falha com zeros (exceto Kyle tenho um doze), e pontos de Kyle que ele deveria de comutação o cérebro. Todos os ataques Fanbô, mas Oz tem cérebro fanbot para fora do robô e lança o robô cabeça longe, e Fanbot é guardado para o momento. "Berry Sick": Durante uma onda de calor do verão, os garotos vão para o Mart Frosty após seu estoque de emergência de Frosty Freeze é Freeze bebeu por uma gaivota. Lenny tellls de que o Frosty Freeze Freezy não está funcionando e sais Lenny que não ver o povo pupiless zombifilado fora esperando (Nota: os zumbis são realmente Yo, Michael, Chris, Lupe e outras pessoas, exceto Muffin) para que ser corrigido. Os meninos berry então descobrir que está doente e eles querem ficar Lenny passado para curá-lo. Fanboy, em seguida, engana o povo a pensar zombifilado Lenny tem um freezy Forsty Freeze em sua cabeça e deixar os meninos com Lenny se tornar mais uma vítima do Zombis. Fanboy e Estatísticas amigo do amigo para curar Berry até que eles começam a se tornar obcecado com ele porque ele é feito de Forty Frezee Frezzy e logo tornam-se lentamente FFF Zombis se querer comê-lo, mas Berry congela-los com seu hálito e Freezy folhas. os meninos como lamber themseves porque tasts como FFF, mas os zumbis ruptura anddefrosts e come-los. Running Gags: Quando Fanbô diz garras de robô, como por The Oz ou Kyle. Chum Chum respostas após as garras do robô Fanboy. Além disso, Chum Chum excitou diz pula-pula. Notas: Em "Berry Sick" todos Fanboy e colegas Chum Chum (e Mr. Muffin) se tornam zumbis sem alunos que estão atrás de um Frosty Freeze freezy. Senhor Muffin então diz que ele veio para uma xícara de café. Mr. Muffin não é um zumbi desde que ele veio para o café. Ele tem estilo alunos. Quando eu, Fanbô episódio "estreou, foi erroneamente chamado de "I, Fanboy" na creditos televisão. Além disso, o título de I, Fanbot é uma paródia do filme direto I, Robot. |                                                     |                                                                        |                    |
| 6 | "Chimp Chomp É Demais / Porco Precioso"             | 28 de novembro de 2009 8 de maio de 2010                               | 106                |
| "Chimp Chomp Chumps": Fanboy e Chum Chum e seus colegas estão esperando na fila para assistir ao filme Chimp Chomp, uma adaptação de um vídeo game. Boog, no entanto, aparece e tenta provocar os garotos, eles estavam esperando dias e horas, e conseguiram três bilhetes para assistir ao filme (um era para Oz). Quando chega na vez de Boog, ele descobre que todos os bilhetes já haviam sido vendidos, ele descobre que Fanboy e Chum Chum tem um ticket extra, e tenta ser "amigável" com os garotos. Aproveitando da oportunidade, Fanboy e Chum Chum exploram ao máximo Boog, que fora mal com eles, até quando Chum Chum pediu para bater o seu recorde no arcade Chimp Chomp, Boog teve que apagar todos os seus recordes anteriores. Boog, vestido como uma empregada e humilhado, Fanboy fala para Chum Chum lhe dar o bilhete, mas Boog tem um ataque de fúria e resolve descontar nos dois, entretido em escapar Fanboy não vira que estava na hora do filme e assim os três foram correndo para o cinema, mas Michael explica que o filme já havia acabado, e que recebera autográfos, sacos de dinheiro e mordidas de macaco de graça. Furiosos, Fanboy e Chum Chum e Boog esperam na fila para o Chimp Chomp 2. "Precious Pig": Fanboy e Chum Chum ganham o direito de cuidar (e somente cuidar) do mascote da classe, um porco chamado Precioso. Quando Fanboy e Chum Chum chagam em casa, Fanboy quer ensinar karatê ao porco, mas vendo que isso é perigoso, Chum Chum não deixa, mas Fanboy destroi uma das plantas de Chum Chum e fala para ele que a planta esta doente e o faz levar para o "médico de plantas". No final, Precioso ajuda aos garotos derrotarem um urso que era o ex-mascote de Fanboy (que o tinha quase matado). |                                                     |                                                                        |                    |
| 7 | "Monstro na Neblina / Vampiboy"                     | 21 de Novembro de 2009 30 de Outubro de 2010                           | 107                |
| "Monster in the Mist": Boog acha erroneamente que viu um monstro solto no Frosty Mart e terá que confiar em Fanboy e Chum Chum (que se auto-proclamam "caçadores de monstros") para mantê-lo seguro. "Fangboy": Fanboy esta convencido que foi mordido por um vampiro e Chum Chum quer ser um vampiro também. No entanto, Fanboy e Chum Chum não conseguem virar vampiros, então procuram um especialista que resolva a situação. Nota: No episódio Monster in the Mist, é uma paródia do filme The Mist. |                                                     |                                                                        |                    |
| 8 | "Drenando o Cérebro / Fanamorado"                   | 11 de junho de 2010 e 6 de fevereiro de 2010 15 de Maio de 2010        | 108                |
| "Brain Drain": Fanboy perde o seu cérebro. "Fanboyfriend": Fanboy encontra-se em um relacionamento depois de resgatar uma donzela em apuros (Lupe), após esmagar uma aranha. |                                                     |                                                                        |                    |
| 9 | "Catapora / Querida Vassoura"                       | 29 de março de 2010 e 6 de fevereiro de 2010 22 de Maio de 2010        | 109                |
| "Chicken Pox": Fanboy e Chum Chum tentam curar Kyle da catapora. Mas ele tem uma catapora de feiticeiro e terá que pôr um ovo para curá-la. "Moppy Dearest": A escola está com um baile de dança e Fanboy e Chum Chum foram encarregados de organizá-la. Fanboy leva Moppy (um esfregão que algumas pessoas consideram real) e Chum Chum leva a sua prima do interior. |                                                     |                                                                        |                    |
| 10 | "Nordicos / Aprendiz de Zelador"                    | 5 de julho de 2010                                                     | 110                |
| "Norse-ing Around": Fanboy e Chum Chum iriam pescar, mas antes iriam tomar um picolé, e foi ai que descobriram um viquingue congelado dentro do refrigerador do Frosty Marty's chamado Thorvald e tentam levá-lo à Valhala (o céu dos viquingues). "The Janitor Aprentice": Fanboy e Chum Chum devem ajudar o Zelador Poopatine, devido à uma punição por jogar ketchup na cafeteria. |                                                     |                                                                        |                    |
| 11 | "Desculpas / Noite Manhã"                           | 6 de julho de 2010                                                     | 111                |
| "Excuse Me": Fanboy, Kyle e Chum Chum estão atrasados para a escola, mas são capazes de dar uma desculpa esfarrapada em um bilhete que o Elfo de Kyle escreveu para eles. Logo, eles enviam bilhetes de desculpas para dar as suas desculpas. "Night Morning": Fanboy acorda à meia-noite e encontra Chum Chum completamente acordado. Chum Chum admite que desejaria a manhã e noite. Fanboy esta completamente empolgado com a ideia de uma manhã-noite e esta determinado à cumprir e se dedicar, até quando ele convida a sua classe para uma participação na "Manhã/Noite". |                                                     |                                                                        |                    |
| 12 | "Marsha Marsha Marsha / O Comprador Secreto"        | 7 de julho de 2010                                                     | 112                |
| "Marsha Marsha Marsha": Os garotos se encontram em um jardim de infância onde a sua antiga colega, Marsha Marsha está determinada à se vingar de Fanboy (que a colocou lá). "The Secret Shopper": Boog e Lenny abandonam o Frosty Mart depois de saberem que haveria uma severa avaliação do "Comprador Secreto", e o deixam chegar, sem contar que Fanboy e Chum Chum estão dentro do mercado agindo como "gerentes" para agradar ao Comprador Secreto para que faça uma ótima avaliação do mercado. |                                                     |                                                                        |                    |
| 13 | "Mestre das Pegadinhas / A Gororoba dos Horrores"   | 8 de julho de 2010                                                     | 113                |
| "Prank Masters": O dia das pegadinhas chegou e Fanboy e Chum Chum adoram fazer brincadeiras, especialmente em si próprios, mas depois de fazer uma dessas "brincadeiras" com Yo, ela se vinga de todas as travessuras, fazendo o mesmo com eles. "Little Glop of Horrors": Lady Cram toma posse do título como a senhora do almoço, que serve uma espécie de gororoba, e ela não deixará sair ninguém até terminarem de comer, por isso fecha todas as saídas da escola. Agora, a turma inteira terá que achar um jeito de saírem de lá vivos. |                                                     |                                                                        |                    |
| 14 | "Recall Total/Refil de Loucura"                     | 9 de julho de 2010                                                     | 114                |
| Fanboy e Chum Chum estão muito contentes com o novo brinquedo que ganharam. E quando a fábrica anuncia um recall do produto, os meninos não querem devolvê-lo. / Lenny e Boog descobrem que Fanboy e Chum Chum têm um copo que lhes dá direito a refis ilimitados na loja de sorvete, e decidem roubar o objeto. |                                                     |                                                                        |                    |
| 15 | "O Ônibus Congelante/O Conto de Tell-Toy"           | 13 de setembro de 2010                                                 | 115                |
| Fanboy e Chum Chum estão doidos para experimentar gelados congelantes do ônibus congelante. / Fanboy quebra o crinquedo novo de Chum Chum e tenta consertá-lo. |                                                     |                                                                        |                    |
| 16 | "Guerra de Resfriado/Fanboy na Bolha de Plástico"   | 14 de setembro de 2010                                                 | 116                |
| Fanboy e Chum Chum brincam na chuva e ficam resfriados. / Boog vende para Fanboy e Chum Chum sua bolha de infância. |                                                     |                                                                        |                    |
| 17 | "Sigmund, o Feiticeiro/Fanboy Pirata"               | 15 de setembro de 2010                                                 | 117                |
| Fanboy e Chum Chum se encontram com Sigmund, o inimigo de Kyle, que tenta mostrar como é melhor que Sigmund. / Fanboy e Chum Chum brincam de pirata com todos os amigos de escola. Mas no final, eles são forçados a andar na prancha. |                                                     |                                                                        |                    |
| 18 | "Fan vs Natureza/O Incrível Encolhimento do Fanboy" | 16 de setembro de 2010                                                 | 118                |
| Fanboy, Chum Chum e Kyle sobem o Monte Frosty Marty e ficam presos lá./Fanboy encolhe e Chum Chum cuida dele, Yo tem uma casa perfeita para Fanboy. |                                                     |                                                                        |                    |
| 19 | "Ansiedade de Separação/Com Cordinha"               | 17 de setembro de 2010                                                 | 119                |
| O Professor Fica bravo com os Dois Atrapalhando a Aula e os Separa,O Que é um Risco Para o Mundo/Fanboy Tem Que Fazer Uma Boa Ação Porque Quer Virar um Boneco Para Sempre |                                                     |                                                                        |                    |
| 20 | "Resumo do Livro dos Mortos/Stan Artico"            | 31 de outubro de 2010                                                  | 120                |
| Fanboy pega o livro de Kyle, e transforma o professor em zumbi./Fanboy e Chum Chum ajudam o Homem-Ártico a Derrotar o aquecimento global. |                                                     |                                                                        |                    |
| 21 | "Homem-Ártico, o Passeio/Fan-bidextrous"            | 4 de Abril de 2011                                                     | 121                |
| 22 | "Poupança Privada do Chum Chum/Peste da Selva"      | 11 de Abril de 2011                                                    | 122                |
| 23 | "Olhos no prêmio/Batalha dos Stands"                | 18 de Abril de 2011                                                    | 123                |
| 24 | "O Senhor das Argolas/O Incrível Chulk"             | 25 de Abril de 2011                                                    | 124                |
| 25 | "Código Nórdico/O Mistério da Bicicleta Grande"     | 21 de Outubro de 2011                                                  | 125                |
| 26 | "Uma Laranja Bopwork/Freeze Tag"                    | 11 de Novembro de 2011                                                 | 126                |

### 2 ª Temporada: 2011-2014
Em 12 de março de 2010, a série foi pega por uma segunda temporada de 26 episódios. Os escritores da série disseram que começaram escrever a segunda temporada em 1 de fevereiro de 2010.
| Series # | Título                   | Exibição Original                          | Código de Produção |
| --- | ------------------------ | ------------------------------------------ | ------------------ |
| 1 | "Eu sou o Homem-Arctica" | 25 de abril de 2011 3 de setembro de 2011  | 201                |
| Homem-Arctica tenta provar que ele é quando Chum Chum Fanboy e se recusam a acreditar nele.                                                                   |                          |                                            |                    |
| 2 | "Sem Brinquedos"         | 25 de abril de 2011 3 de setembro de 2011  | 202                |
| Os meninos jogam fora tudo o que eles acreditam ser brinquedos de bebê, deixando-os com um Fanlair vazio.                                                     |                          |                                            |                    |
| 3 | "Jogador"                | 28 de abril de 2011 10 de setembro de 2011 | 203                |
| Depois que os garotos acidentalmente liberem o macaco do videogame favorito de Boog, Fanboy deve resgatar Chum Chum, que está fingindo ser o primata digital. |                          |                                            |                    |
| 4 | "Cola de Berço"          | 28 de abril de 2011 10 de setembro de 2011 | 204                |
| Esquema de Kyle para enganar o seu caminho de volta para Milkweed sai pela culatra quando seu feitiço para notas "berço" transforma-lo em um bebê Notas.      |                          |                                            |                    |
| 5 | "Escola Bloqueada"       | 27 de abril de 2011 17 de setembro de 2011 | 205                |
| É o último dia de aula antes das férias e Fanboy & Chum Chum acabam trancados dentro da escola.                                                               |                          |                                            |                    |
| 6 | "De Volta Para o Futuro" | 27 de abril de 2011 17 de setembro de 2011 | 206                |
| Fanboy & Chum Chum contam para Lenny que possuem uma máquina do tempo.                                                                                        |                          |                                            |                    |
| 7 | "Dente ou Susto"         | 23 de outubro de 2011 1 de outubro de 2011 | 207                |
| Os meninos tentam convencer a fada dos dentes que Kyle não perdeu seu dente.                                                                                  |                          |                                            |                    |